# سيارات (فلم)
سيارات (بالإنجليزية: Cars كارز) هو فلم أمريكي كرتوني ثلاثي الأبعاد قامت شركة بيكسار بإنتاجه عام 2006. فيما قام جون لاسيتر وجو رانفت بإخراج الفلم. سيارات هو سابع فلم مشترك بين ديزني وبيكسار وأخر أفلام بيكسار قبل أن تشتريها ديزني.

## القصة
الفلم عن لايتننج ماكويين سيارة السباق ذات الشخصية البطولية المثالية التي تخاطر بكل شيء في سبيل النجاح والشهرة ولا تعبأ باى شخص حولها ماذا يحدث حين ترغم على العيش في مدينة ريفية فقيرة لا يهتم أحد بها بالمظاهر هناك تبدأ بتعلم الصداقة والوفاء والحب.

## الشخصيات
- برق بنزين (Lightning McQueen لايتنينغ ماكوين)
  - مؤدي الصوت: أوين ويلسون
  - المدبلج المصري: رمزي لينر
  - المدبلج اللبناني: عماد فغالي
- ماطم (Mater مايتر)
  - مؤدي الصوت: لاري ذا كيبل جاي
  - المدبلج المصري: غريب محمود
  - المدبلج اللبناني: سمير معلوف
- دوك طوسون (Doc Hudson دوك هدسون)
  - مؤدي الصوت: بول نيومان
  - المدبلج المصري: محمود زكي
  - المدبلج اللبناني: جورج دياب
- تنك تاني (Chick Hicks تشيك هيكس)
  - مؤدي الصوت: مايكل كيتون
  - المدبلج المصري: رمضان خاطر
  - المدبلج اللبناني: فؤاد شمص
- جاز (Mack ماك)
  - مؤدي الصوت: جون راتزنبرجر
  - المدبلج المصري: زايد فؤاد
  - المدبلج اللبناني: عفيف شيا

## الأداء الصوتي العربي

### نسخةإيمدج برودكشن هاوس(العربية الفصحى)
- عفيف شيا - ماك
- سيلينا شويري - سالي
- ناجي شامل - فلمور، كلينك، تيكس، وينغو، سنوت رود
- عماد فغالي - لايتنيغ مكوين
- جورج طويل - شيريف، بوست
- سمير معلوف - مايتر
- جورج دياب - الحكيم هدسون
- فؤاد شمص - شيك هيكس، الملك
- روميو الورشا - رامون
- سعد حمدان - لويجي
- جورج أبو سلبي - سارج، غويدو، بوب كتلس، فريد
- رنا الرفاعي - فلو، كوري
- إيمان البيطار - ليزي
- سهير ناصر الدين - ريد
- شربل أيوب - داريل كارتريب
- رالين داغر - ميا

## وصلات خارجية
- الموقع الرسمي لديفيدي سيارات ديزني
- صفحة سيارات الرسمية على موقع بيكسار
- صفحة سيارات الرسمية على موقع ديزني
- سيارات على موقع IMDb (الإنجليزية)
- سيارات على موقع ميتاكريتيك (الإنجليزية)
- سيارات على موقع الموسوعة البريطانية (الإنجليزية)
- سيارات على موقع روتن توميتوز (الإنجليزية)
- سيارات على موقع نتفليكس (الإنجليزية)
- سيارات على موقع ألو سيني (الفرنسية)
- سيارات على موقع Turner Classic Movies (الإنجليزية)
- سيارات على موقع أول موفي (الإنجليزية)
- سيارات على موقع بوكس أوفيس موجو (الإنجليزية)
- سيارات على موقع فيلمافينيتي (الإسبانية)